# Gruver (Iowa)
Pour les articles homonymes, voir Gruver.
Gruver est une ville du comté d'Emmet, en Iowa, aux États-Unis. Elle est incorporée le 4 février 1913.

## Source de la traduction
- (en) Cet article est partiellement ou en totalité issu de l’article de Wikipédia en anglais intitulé « Gruver, Iowa » (voir la liste des auteurs).